# Zemplín
Zemplín és un poble i municipi d'Eslovàquia. Es troba a la regió de Košice, a l'est del país.

## Història
La primera referència escrita de la vila data del 1261.

## Demografia
| Godina             | 1994 | 2004   | 2014 | 2024   |
| ------------------ | ---- | ------ | ---- | ------ |
| Nombre de persones | 405  | 400    | 380  | 367    |
| Diferència         |      | −1,23% | −5%  | −3,42% |

| Godina             | 2023 | 2024 |
| ------------------ | ---- | ---- |
| Nombre de persones | 367  | 367  |
| Diferència         |      | +0%  |